# Problema de Cramer-Castillon

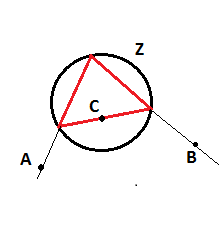
Trobar els triangles inscrits a, els costats dels quals passen respectivament per

En geometria, el Problema de Cramer-Castillon fa referència a un problema plantejat pel matemàtic suís Gabriel Cramer i que va ser resolt pel matemàtic italià, resident a Berlín, Jean de Castillon el 1776.
El problema consisteix en el següent (veure imatge):
Donada una circumferència {\displaystyle Z} i tres punts {\displaystyle A,B,C} en el mateix pla i no a {\displaystyle Z}, construir tots els triangles possibles inscrits a {\displaystyle Z}, els costats dels quals (o els seus perllongaments) passen per {\displaystyle A,B,C} cadascun de ells.
Segles abans, Pappos d'Alexandria havia resolt un cas especial: quan els tres punts estan alineats. Però el cas general tenia fama de ser molt difícil.
Després de la solució geomètrica de Castillon, Lagrange en va trobar una d'analítica, molt més senzilla. Al començament del segle xix, Lazare Carnot va generalitzar la solució per {\displaystyle n} punts.